# مایک هرینگتون
مایک هرینگتون (انگلیسی: Mike Harrington) برنامه‌نویس، مدیر، مهندس و متخصص توسعه بازی ویدئویی اهل ایالات متحده آمریکا است. استودیوهای بازی‌سازی شرکت ولو توسط او و گیب نیوئل در سال ۱۹۹۶ بنیان گذاشته شدند.